# György Enyedi
Dans le nom hongrois Enyedi György, le nom de famille précède le prénom, mais cet article utilise l’ordre habituel en français György Enyedi, où le prénom précède le nom.
György Enyedi ([ˈɟøɾɟ], [ˈɛɲɛdi]), né le 25 août 1930 et décédé le 10 septembre 2012 à Budapest est un géographe hongrois, professeur des universités et membre de l'Académie hongroise des sciences. Il est la figure de proue de la géographie sociale en Hongrie.

## Biographie
György Enyedi entame ses études à l'Université de sciences économiques Karl-Marx de Budapest en 1949. Après l'obtention d'un premier diplôme en 1953, il décroche son doctorat de géographie en 1958. Il rejoint ensuite l'Université d'agronomie de Gödöllő comme aide-enseignant puis comme adjunktus (adjoint). En 1960, il quitte l'université pour travailler à l'Institut géographique de l'Académie hongroise des sciences. Il y dirige une section jusqu'en 1962 puis est nommé directeur-adjoint de l'institut jusqu'en 1969. En 1974, il obtient le statut de chargé de recherche et redevient entre 1976 et 1983 directeur de section. Il quitte l'institution en 1983 lorsqu'il est nommé à la tête du Centre de recherche régionale de l'Académie des sciences.
En parallèle de son parcours institutionnel, il enseigne dans de nombreux endroits différents. Entre 1962 et 1969, il est maître de conférences à l'Université Lajos Kossuth de Debrecen et devient en 1976 professeur attitré. Entre 1985 et 1990, il est nommé à l'Université Janus Pannonius de Pécs et rejoint ensuite la chaire de sociologie politique de l'Université Loránd Eötvös. Il quitte le monde universitaire en 2008.
Il soutient sa thèse de géographie en 1962 et sa thèse de doctorat universitaire en 1975. Il intègre ensuite le Comité des études régionales de l'Académie des sciences. En 1982, il devient membre correspondant de cette dernière et membre à part entière en 1990. Entre 1988 et 1996, il occupe le poste de secrétaire aux relations internationales de l'institution. En 1999, il intègre l'Academia Europaea de Londres. Entre 1998 et 1999, il est vice-président du Fonds national pour la recherche scientifique. Entre 1996 et 1999, il dirige la revue Magyar Tudomány de l'Académie des sciences.
Il est par ailleurs connu pour s'être impliqué au sein de l'Union géographique internationale dont il occupe la vice-présidence entre 1984 et 1992. Il intègre également des organismes publics en sa qualité de géographe : la Commission nationale de l'environnement entre 1994 et 1997 et le Conseil national pour le développement territorial entre 1995 et 1998. Entre 1998 et 2002, il est le président de la commission hongroise de l'UNESCO.

## Production scientifique
Son champ de recherches est la science régionale, plus spécifiquement la géographie sociale. Ses travaux ont notamment porté sur les aspects sociaux et économiques (systèmes agraires par exemple) des inégalités territoriales. Il en a décrit les mécanismes sous-jacents et a proposé un modèle explicatif. Par ailleurs, il s'est investi dans la définition théorique de la région rurale, en partant de l'idée que celle-ci n'étaient pas forcément en marge des systèmes urbains mais bénéficiait de dynamiques territoriales propres, liées notamment au tourisme, à la gestion de l'environnement.Il a également mis en place et développé le modèle du cycle d'urbanisation. Après le changement de régime en Hongrie, il s'intéresse aux modalités de la transition socio-économique et leur impact sur les territoires,,.